# لارس سوندرغارد
لارس سوندرغارد (بالدنماركية: Lars Søndergaard)‏ هو لاعب كرة قدم ومدرب كرة قدم دنماركي، ولد في 5 أبريل 1959 في آلبورغ في الدنمارك. لعب مع نادي أوبه.

## وصلات خارجية
- لارس سوندرغارد على موقع قاعدة بيانات كرة القدم.إي يو (الإنجليزية)
- لارس سوندرغارد على موقع Soccerway.com (الإنجليزية)
- لارس سوندرغارد على موقع عالم كرة القدم.نت (الإنجليزية)